# Terence Schofield

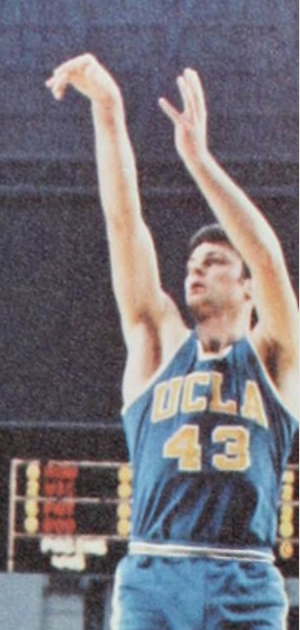
Terence Schofield (1971)

Terence „Terry“ Schofield (* 16. Juni 1948 in Los Angeles, Kalifornien) ist ein ehemaliger US-amerikanischer Basketballspieler und -trainer.

## NCAA bei den UCLA Bruins
Schofield stammt aus einer US-amerikanischen Familie irischer Abstammung. Er wuchs in Santa Monica im Bundesstaat Kalifornien auf.
Er spielte von 1968 bis 1971 während seines Studiums in den USA für die Basketballmannschaft der UCLA Bruins unter Coach John Wooden in der NCAA. Wooden wurde zur Legende im US-amerikanischen Hochschulbasketball, weil er mit den Bruins zwischen 1963 und 1975 zehnmal Meister in der NCAA wurde. Schofield selbst gehörte der Meistermannschaft in den Spieljahren 68/69, 69/70 und 70/71 an. Im ersten Meisterjahr spielte Schofield noch mit Lew Alcindor zusammen, der später als Kareem Abdul-Jabbar einer der bedeutendsten Spieler in der NBA wurde. Weitere Mannschaftskameraden von Schofield waren auch Bill Sweek, der später mit Le Mans Sarthe Basket als Trainer Meisterschaften in Frankreich feierte, John Ecker, der nach seinem Abschluss an der UCLA für Bayer Leverkusen in Deutschland spielte und dort Lehrer wurde, sowie Jonathan Chapman, der nach dem Studium ebenfalls in der deutschen Bundesliga spielte. Schofield bestritt insgesamt 83 Spiele für die UCLA-Hochschulmannschaft und kam auf Mittelwerte von 6,1 Punkten und 1,6 Rebounds je Begegnung. In seinem Abschlussjahr 1970/71 erhielt der 1,90 Meter große Aufbauspieler das NCAA Postgraduate Scholarship als Stipendium und wurde als Bruins’ Most Improved Player des Jahres sowie mit dem UCLA Faculty Athletic Representative Award geehrt. Nach Schofields Abschluss feierte UCLA unter Wooden bis 1975 noch weitere Meisterschaften unter anderem mit Bill Walton sowie dem späteren Leverkusener Spieler Greg Lee und Wilbert Olinde, den Schofield selbst nach Deutschland zum SSC Göttingen holen sollte.

## Bundesliga bei SSC Göttingen und Bundestrainer
Schofield kam 1973 als Spieler nach Deutschland zum damaligen SSC Göttingen. In der Anfangszeit habe er in Göttingen unter anderem wegen des Wetters Heimweh gehabt, blickte der Kalifornier 2017 zurück. Zuvor war sein Wechsel ins französische Bordeaux geplatzt, Walther Meyer holte ihn daraufhin auf Vermittlung von John Ecker nach Niedersachsen, wo Schofield zunächst 600 DM im Monat erhielt. Schofields Mutter war gegen den Wechsel nach Göttingen, da die Stadt nur rund 15 Kilometer von der damaligen Grenze zur Deutschen Demokratischen Republik entfernt lag und sie Schofields Aussage zufolge Angst davor hatte, dass die Russen einmarschieren. Schofield berichtete später über seine Anfangszeit in Göttingen und seine dortigen Mitspieler: „(…) aber sie konnten nicht Basketball spielen. Außerdem haben die alle geraucht, Selbstgedrehte oder Roth-Händle, sogar in der Halbzeit.“ In der Saison 73/74 führte er die Bundesliga-Korbjägerliste mit 335 in der Hauptrunde erzielten Punkten an. Seine Bestmarke in der Bundesliga in einem Spiel stellte Schofield im Jahr 1974 auf, als er gegen Osnabrück 52 Punkte verbuchte. Nachdem sich der SSC 1975 nicht für die eingleisige erste Liga qualifizieren konnte, kehrte man durch den Aufstieg 1976 in die höchste Klasse zurück.
Schofield unterstützte bereits zu Spielerzeiten in Göttingen Trainer Meyer in dessen Aufgabe und übernahm das Traineramt 1977 dann vollständig. Seine Trainertätigkeit wurde eigener Angabe nach mit einem monatlichen Gehalt von 2000 D-Mark entlohnt, zudem trat er zusätzlich eine freigewordene Stelle als Lektor an der Universität Göttingen an. Schofield gelang es, 1977 den UCLA-Absolventen Olinde nach Göttingen zu holen, welcher als Kapitän und Identifikationsfigur des Vereins der Fixpunkt der folgenden Göttinger Erfolge werden sollte. 1978 verpasste Göttingen unter Schofield knapp die Bundesliga-Meisterrunde und stand vor dem Aus als Trainer, hatte aber in Abteilungsleiter Walther Meyer einen Fürsprecher, der sich für ihn einsetzte und letztlich dafür sorgte, dass Schofield im Amt blieb. 1980 gewann Schofield als Trainer mit dem SSC zum ersten Mal die Meisterschaft. Dem US-Amerikaner wurde nach dem Titelgewinn 1980 zugeschrieben, mit kontinuierlicher Aufbauarbeit in Göttingen „einen neuen Basketball-Boom“ entfacht zu haben. Die Sponsorenlage in Göttingen war nach Schofields Einschätzung seinerzeit „katastrophal“, es sei eine Sensation gewesen, dass man dennoch deutscher Meister geworden sei. Um die Bundesliga-Mannschaft der Niedersachsen zu verstärken, machte sich Schofield systematisch auf die Suche nach US-Amerikanern mit deutschen Wurzeln, indem er Briefe an zahlreiche Trainer von Universitätsmannschaften in den Vereinigten Staaten verschickte. Auf diese Weise fand er Ulrich Peters, den er nach Göttingen holte. Des Weiteren nutzte Schofield die Verbindungen in sein Heimatland, um Göttinger Nachwuchsspieler als Austauschschüler für ein Jahr in die Vereinigten Staaten zu schicken. Die Zeitung Die Welt nannte das im April 1984 „Schofields Göttinger Modell“. Der SSC fusionierte mit der TG 1846 Göttingen zum ASC 1846 Göttingen. Als ASC gelangen zwei weitere Meisterschaften 1984 und 1985 sowie zweimal der Pokalsieg. Gemeinsam mit Meyer trainierte Schofield zudem Göttinger Jugendmannschaften. Schofield trug laut der Zeitung Die Welt wesentlich dazu bei, „daß die Sportart Basketball in Göttingen den ersten Platz“ einnahm.
Schofields Erfolge als Göttinger Trainer führten dazu, dass der DBB ihn ab 1980 zusätzlich auf Honorarbasis zum Bundestrainer der Herren-Nationalmannschaft berief. Er übte dieses Amt in Personalunion mit dem Trainer von BSC Saturn Köln Professor Theodor Schober aus. Dabei gelang der bundesdeutschen Nationalmannschaft die Qualifikation für Olympia 1980 (Teilnahmeverzicht aus politischen Gründen) und bei der EM 1981 erstmals seit 1965 wieder die sportliche Qualifikation für ein Endrundenturnier – bei der EM 1971 und den Olympischen Spielen 1972 war man als Gastgeber qualifiziert. 1983 übernahm Ralph Klein die Nationalmannschaft und qualifizierte sie begünstigt durch den Boykott des Ostblocks für Olympia 1984 in Los Angeles.

## Trainer TTL Bamberg
1988 zog sich der ASC Göttingen aus wirtschaftlichen Gründen aus der Basketball-Bundesliga zurück. Schofield ließ sich von der Universität Göttingen beurlauben und wurde Trainer des Erstligisten TTL Bamberg. In Bamberg sei das Geschehen im Vergleich zu Göttingen professioneller gewesen, sagte er später. Während einer Spielpause der Bundesliga im November 1988, die sich über mehrere Wochen erstreckte, reiste Schofield mit der Bamberger Mannschaft nach Malaysia und Indonesien, dort wurden Freundschaftsspiele gegen die Nationalmannschaften bestritten. In seinem ersten Bamberger Amtsjahr drohte Schofield die Entlassung, da er – wie er es in Göttingen oft getan hatte – einen Sieg mit einer Kneipentour gefeiert hatte. Er führte Bamberg 1988/89 in der Bundesliga-Hauptrunde auf den vierten Platz, im Viertelfinale scheiterte man an Saturn Köln. Im Vorfeld der Saison 1989/90 unterzeichnete Schofield in Bamberg einen neuen Vertrag, der eine Laufzeit von drei Jahren enthielt. Schofield erreichte mit der Mannschaft in der Saison 1989/90 die Pokalendspiele (Hin- und Rückspiel), welche ebenso gegen Bayer Leverkusen verloren wurden wie im selben Spieljahr die Partien im Bundesliga-Halbfinale. Die stetige Entwicklung Bambergs unter Schofield drückte sich im Spieljahr 1990/91 dadurch aus, dass die Mannschaft Erster der Hauptrunde in der Südstaffel der Bundesliga wurde. Der Einzug in die Endspiele um die deutsche Meisterschaft misslang aber erneut, diesmal verlor Schofield mit Bamberg gegen die BG Charlottenburg. Bambergs Obmann Hans Herbst sprach seinem Trainer Schofield anschließend jedoch das Lob aus, der US-Amerikaner verstehe es, „die vorhandenen Mittel nahezu optimal umzusetzen“. Schofields wohl wichtigster Spieler dieser Zeit war Mike Jackel, der 1990 aus Köln gekommen war. 1992 gewann Schofield mit Bamberg den ersten Titel der Vereinsgeschichte. Gegner in den beiden Pokalendspielen war die BG Ludwigsburg/Stuttgart, gegen die man in den vorangegangenen fünf Begegnungen stets verloren hatte. Das Pokalfinalhinspiel wurde knapp verloren, allerdings hatten Schofields Schützlinge im Laufe der Begegnung einen 16-Punkte-Rückstand auf drei Punkte gedrückt und gingen somit mit guten Aussichten ins Rückspiel. Dieses wurde nach spannendem Verlauf mit 74:68 gewonnen, bester Korbschütze der Schofield-Truppe war Jackel mit 24 Punkten. Schofield führte den Pokalsieg seiner Mannschaft auf die gute Verteidigungsleistung und die große Kampfbereitschaft seiner Spieler zurück. In der Bundesliga war in der Saison 1991/92 wiederum im Halbfinale Endstation.
In der Spielzeit 1992/93 zog Schofield mit Bamberg als Tabellenerster der Südstaffel ins Viertelfinale der Bundesliga ein. Dort wurde die SG Braunschweig bezwungen, durch ein 3:2 in der Vorschlussrunde gegen Ludwigsburg/Stuttgart stand man in der Endspielserie um die deutsche Meisterschaft und traf dort auf Bayer Leverkusen. Der Einzug in die Endspiele um die Meisterschaft war vorher noch keiner Bamberger Mannschaft gelungen. Schofield gewann mit Bamberg in der Serie gegen Titelverteidiger Leverkusen eine Begegnung, verlor aber drei und musste sich mit der Vizemeisterschaft begnügen. Beste Spieler von Schofields Aufgebot der Saison 92/93 waren neben Jackel der US-Amerikaner Clarence Swearengen und der deutsche Nationalspieler Kai Nürnberger. In der Saison 1993/94 kam Schofield mit Bamberg als abermaliger Erster der Bundesliga-Südstaffel ins Halbfinale, dort war Brandt Hagen stärker.
Mitte Dezember 1994 brach Schofield während eines Meisterschaftsspiels bewusstlos auf der Bamberger Trainerbank zusammen, nahm auf Anraten seines Arztes Abstand vom Basketball und kehrte danach nicht mehr an den Spielfeldrand zurück. Sein Nachfolger in Bamberg wurde sein bisheriger Assistent Ken Scalabroni. Schofield ging stattdessen nach Göttingen zurück und wurde wieder als Hochschullehrer tätig.

## Sportdirektor SG Braunschweig
Schofield, der trotz seines Zusammenbruchs nicht auf Basketball verzichten wollte, sich aber nicht mehr den Belastungen des Trainerberufs aussetzen wollte, arbeitete von Frühjahr 1995 bis Ende Januar 1999 als Sportdirektor für die SG Braunschweig. Er übte das Amt aus, während er hauptberuflich in Göttingen im Hochschuldienst tätig war. Als er Braunschweiger Sportdirektor wurde, war die Mannschaft noch Zweitligist, wurde durch den Kauf des Teilnahmerechts Bramsches im Sommer 1995 aber wieder Bundesligist. Manche Heimspiele der Braunschweiger Mannschaft verfolgte Schofield nicht in der Halle, um einen erneuten Zusammenbruch zu vermeiden, sondern ging währenddessen spazieren.
Er engagierte sich später noch in seiner Freizeit bei seinem deutschen Stammverein, dem ASC Göttingen und führte im Auftrag des Weltverbandes FIBA in afrikanischen Ländern Basketball-Lehrgänge durch. Am Seminar für Englische Philologie der Universität Göttingen war Schofield bis 2013 als Lektor tätig.